# Pavona danai
Pavona danai là một loài san hô trong họ Agariciidae. Loài này được Milne Edwards & Haime mô tả khoa học năm 1860.